# سباق يوروميتروبول 2023
سباق يوروميتروبول 2023 (بالفرنسية: Circuit franco-belge 2023)‏ هو سباق دراجات هوائية، وهو الموسم الثاني والثمانين من سباق يوروميتروبول، وأقيم في 28 سبتمبر 2023 ضمن سباقات سلسلة سباقات الاتحاد الدولي للدراجات للمحترفين 2023.
فاز بالمركز الأول ارنو دي لاي، وحلَّ في المركز الثاني راسموس تيلر، بينما جاء كوربين سترونغ في المركز الثالث.

## الفرق
| فرق عالمية (7)- AG2R Citroën Team - Alpecin-Deceuninck - Cofidis - Intermarché-Circus-Wanty - Lidl-Trek - Soudal Quick-Step - Arkéa-Samsic فرق برو (9)- بنجوال باوليز ساوكس دبليو بي ‏ - بولتون إكوتيز بلاك سبوك برو سايكلنج 2023 ‏ - Human Powered Health - Israel-Premier Tech - Lotto Dstny - فريق الدراجات Q36.5 ‏ - سبورت فلاندرين بالويس ‏ - TotalEnergies - أونو اكس برو سايكلنج تيم 2023 ‏ فرق قارية (4)- Parkhotel Valkenburg CT ‏ - Philippe Wagner–Bazin ‏ - Van Rysel–Roubaix ‏ - فولكر ويسيلز سيكلينج تيم 2023 ‏ |  |
| |  |

## المشاركون
| Alpecin-Deceuninck ADC | Alpecin-Deceuninck ADC | Alpecin-Deceuninck ADC |
| ---------------------- | ---------------------- | ---------------------- |
| م                      | عداء                   | مرتبة                  |
| 1                      | جاسبر فيليبسين         | لم يبدأ                |
| 2                      | يجف دي بوندت           | لم يكمل السباق         |
| 3                      | Senne Leysen ‏          | لم يكمل السباق         |
| 4                      | Lionel Taminiaux ‏      | 23                     |
| 5                      | Oscar Riesebeek ‏       | لم يكمل السباق         |
| 6                      | David van der Poel ‏    | لم يكمل السباق         |
| 7                      | Siebe Roesems‏          | لم يكمل السباق         |

| AG2R Citroën Team ACT | AG2R Citroën Team ACT | AG2R Citroën Team ACT |
| --------------------- | --------------------- | --------------------- |
| م                     | عداء                  | مرتبة                 |
| 11                    | Stan Dewulf ‏          | 11                    |
| 12                    | Pierre Gautherat ‏     | 50                    |
| 13                    | أوليفر ناسن           | 39                    |
| 14                    | مارك ساريو            | لم يبدأ               |
| 15                    | Lawrence Naesen ‏      | 30                    |
| 16                    | جريج فان أفرمت        | 25                    |
| 17                    | Antoine Raugel ‏       | لم يكمل السباق        |

| Cofidis COF | Cofidis COF         | Cofidis COF    |
| ----------- | ------------------- | -------------- |
| م           | عداء                | مرتبة          |
| 21          | بيت اليجارت         | لم يكمل السباق |
| 22          | بريان كوكار         | لم يكمل السباق |
| 23          | Alexandre Delettre ‏ | 18             |
| 24          | بيير لوك بيريشون    | لم يكمل السباق |
| 25          | Jelle Wallays ‏      | لم يكمل السباق |
| 26          | Axel Zingle ‏        | 51             |
| 27          | Joshua Gudnitz ‏     | لم يكمل السباق |

| Lidl-Trek LTK | Lidl-Trek LTK     | Lidl-Trek LTK  |
| ------------- | ----------------- | -------------- |
| م             | عداء              | مرتبة          |
| 31            | جوليان برنارد     | 37             |
| 32            | توني قالوبا       | 49             |
| 33            | Daan Hoole ‏       | 31             |
| 34            | اليكس كيرش (طريق) | لم يكمل السباق |
| 35            | توم سكوجين        | 9              |
| 36            | جاسبر ستوفين      | 20             |
| 37            | Otto Vergaerde ‏   | لم يكمل السباق |

| Lotto Dstny LTD | Lotto Dstny LTD     | Lotto Dstny LTD |
| --------------- | ------------------- | --------------- |
| م               | عداء                | مرتبة           |
| 41              | ارنو دي لاي         | 1               |
| 42              | Ramses Debruyne ‏    | 65              |
| 43              | فكتور كامبنارتس     | 44              |
| 44              | Alec Segaert ‏       | 36              |
| 45              | فريدريك فريزون      | لم يكمل السباق  |
| 46              | Maxim Van Gils ‏     | 40              |
| 47              | Florian Vermeersch ‏ | 13              |

| Arkéa-Samsic ARK | Arkéa-Samsic ARK | Arkéa-Samsic ARK |
| ---------------- | ---------------- | ---------------- |
| م                | عداء             | مرتبة            |
| 51               | ناصر بوهاني      | لم يكمل السباق   |
| 52               | أموري كابيو      | 57               |
| 53               | ايلي جيسبرت      | 22               |
| 54               | Mathis Le Berre ‏ | 27               |
| 55               | Matis Louvel ‏    | لم يكمل السباق   |
| 56               | لوران بيشون      | لم يكمل السباق   |
| 57               | Florian Dauphin ‏ | لم يكمل السباق   |

| Soudal Quick-Step SOQ | Soudal Quick-Step SOQ | Soudal Quick-Step SOQ |
| --------------------- | --------------------- | --------------------- |
| م                     | عداء                  | مرتبة                 |
| 61                    | درايس ديفينينز        | 43                    |
| 62                    | كاسبر أصغرين          | 46                    |
| 63                    | يفيس لامارت           | 8                     |
| 64                    | فلوريان سينيشال       | 5                     |
| 65                    | بيتر سيري             | 38                    |
| 66                    | Stan Van Tricht ‏      | 12                    |
| 67                    | Louis Vervaeke ‏       | 32                    |

| Israel-Premier Tech IPT | Israel-Premier Tech IPT | Israel-Premier Tech IPT |
| ----------------------- | ----------------------- | ----------------------- |
| م                       | عداء                    | مرتبة                   |
| 71                      | ويليام بويفن            | 58                      |
| 72                      | بن هيرمانز              | 56                      |
| 73                      | كريستس نيولاندز         | لم يبدأ                 |
| 74                      | Jens Reynders ‏          | 52                      |
| 75                      | كوربين سترونغ           | 3                       |
| 76                      | توم فان أسبروك          | 53                      |
| 77                      | Brady Gilmore ‏          | لم يكمل السباق          |

| Intermarché-Circus-Wanty ICW | Intermarché-Circus-Wanty ICW | Intermarché-Circus-Wanty ICW |
| ---------------------------- | ---------------------------- | ---------------------------- |
| م                            | عداء                         | مرتبة                        |
| 81                           | ايمي دي جندت                 | 14                           |
| 82                           | بينيام جيرماي                | 16                           |
| 83                           | لورينزو روتا                 | 6                            |
| 84                           | ديون سميث                    | لم يكمل السباق               |
| 85                           | مايك تيونسين                 | 24                           |
| 86                           | Dries De Pooter ‏             | لم يكمل السباق               |
| 87                           | جورج تسيمارمان               | 7                            |

| أونو-إكس موبيليتي ‏ UXT | أونو-إكس موبيليتي ‏ UXT | أونو-إكس موبيليتي ‏ UXT |
| ---------------------- | ---------------------- | ---------------------- |
| م                      | عداء                   | مرتبة                  |
| 91                     | Anthon Charmig ‏        | 15                     |
| 92                     | Martin Urianstad ‏      | 29                     |
| 93                     | Ådne Holter ‏           | لم يكمل السباق         |
| 94                     | نيكلاس لارسن           | 79                     |
| 95                     | William Blume Levy ‏    | 63                     |
| 96                     | توبياس هالاند يوهانسن  | 4                      |
| 97                     | راسموس تيلر            | 2                      |

| فريق الدراجات Q36.5 ‏ Q36 | فريق الدراجات Q36.5 ‏ Q36 | فريق الدراجات Q36.5 ‏ Q36 |
| ------------------------ | ------------------------ | ------------------------ |
| م                        | عداء                     | مرتبة                    |
| 101                      | جاك باور                 | 77                       |
| 102                      | Fabio Christen ‏          | 19                       |
| 103                      | Tom Devriendt ‏           | لم يبدأ                  |
| 104                      | توبياس لودفيجسون         | 78                       |
| 105                      | ماتيو موشيتي             | 81                       |
| 106                      | Cyrus Monk ‏              | 74                       |
| 107                      | Joey Rosskopf ‏           | 75                       |

| TotalEnergies TEN | TotalEnergies TEN  | TotalEnergies TEN |
| ----------------- | ------------------ | ----------------- |
| م                 | عداء               | مرتبة             |
| 111               | Fabien Doubey ‏     | 42                |
| 112               | Sandy Dujardin ‏    | 17                |
| 113               | Emilien Jeannière ‏ | لم يكمل السباق    |
| 114               | جوليان سيمون       | لم يكمل السباق    |
| 115               | Geoffrey Soupe ‏    | 28                |
| 116               | أنتوني تورجيس      | 10                |
| 117               | دريس فان جيستل     | 45                |

| سبورت فلاندرين بالويس ‏ TFB | سبورت فلاندرين بالويس ‏ TFB | سبورت فلاندرين بالويس ‏ TFB |
| -------------------------- | -------------------------- | -------------------------- |
| م                          | عداء                       | مرتبة                      |
| 121                        | أليكس كولمان ‏              | 60                         |
| 122                        | Kamiel Bonneu ‏             | 64                         |
| 123                        | Vito Braet ‏                | 48                         |
| 124                        | غيليس دي وايلد ‏            | 73                         |
| 125                        | Ruben Apers ‏               | 21                         |
| 126                        | Sander De Pestel ‏          | 35                         |
| 127                        | Ward Vanhoof ‏              | لم يكمل السباق             |

| بنجوال باوليز ساوكس دبليو بي ‏ BWB | بنجوال باوليز ساوكس دبليو بي ‏ BWB | بنجوال باوليز ساوكس دبليو بي ‏ BWB |
| --------------------------------- | --------------------------------- | --------------------------------- |
| م                                 | عداء                              | مرتبة                             |
| 131                               | Louis Blouwe ‏                     | 55                                |
| 132                               | Cériel Desal ‏                     | 61                                |
| 133                               | Luca De Meester ‏                  | 71                                |
| 134                               | Rémy Mertz ‏                       | 66                                |
| 135                               | Ludovic Robeet ‏                   | لم يكمل السباق                    |
| 136                               | Luca Van Boven ‏                   | 33                                |
| 137                               | Guillaume Van Keirsbulck ‏         | لم يكمل السباق                    |

| Human Powered Health HPM | Human Powered Health HPM  | Human Powered Health HPM |
| ------------------------ | ------------------------- | ------------------------ |
| م                        | عداء                      | مرتبة                    |
| 141                      | Stanisław Aniołkowski ‏    | لم يكمل السباق           |
| 142                      | ستيفن باسيت               | 76                       |
| 143                      | Charles-Étienne Chrétien ‏ | لم يكمل السباق           |
| 144                      | Pier-André Côté ‏          | 72                       |
| 145                      | Bart Lemmen ‏              | 54                       |
| 146                      | سكوت ماكجيل ‏              | لم يكمل السباق           |
| 147                      | Sebastian Schönberger ‏    | 70                       |

| بلاك سبوك برو سايكلنج ‏ BEB | بلاك سبوك برو سايكلنج ‏ BEB         | بلاك سبوك برو سايكلنج ‏ BEB |
| -------------------------- | ---------------------------------- | -------------------------- |
| م                          | عداء                               | مرتبة                      |
| 151                        | مارك ستيوارت                       | 62                         |
| 152                        | روري تاونسند ‏                      | لم يكمل السباق             |
| 153                        | جاكوب سكوت ‏                        | 59                         |
| 154                        | James Fouché ‏                      | 34                         |
| 155                        | ريان كريستنسن                      | لم يكمل السباق             |
| 156                        | Paul Wright (New Zealand cyclist) ‏ | 41                         |
| 157                        | Victor Vercouillie ‏                | 83                         |

| Philippe Wagner–Bazin ‏ GDM | Philippe Wagner–Bazin ‏ GDM | Philippe Wagner–Bazin ‏ GDM |
| -------------------------- | -------------------------- | -------------------------- |
| م                          | عداء                       | مرتبة                      |
| 171                        | Theo Bonnet‏                | لم يكمل السباق             |
| 172                        | Clément Vasseur‏            | لم يكمل السباق             |
| 173                        | Johan Vincent‏              | لم يكمل السباق             |
| 175                        | Alexandre Kess ‏            | لم يكمل السباق             |
| 176                        | Tristan Scherpenbergh‏      | 69                         |
| 177                        | Alessandro Tuscano‏         | لم يكمل السباق             |

| فولكر ويسيلز سيلينج تيم ‏ VWE | فولكر ويسيلز سيلينج تيم ‏ VWE | فولكر ويسيلز سيلينج تيم ‏ VWE |
| ---------------------------- | ---------------------------- | ---------------------------- |
| م                            | عداء                         | مرتبة                        |
| 181                          | Rindert Buiter‏               | لم يكمل السباق               |
| 182                          | Zak Coleman‏                  | لم يكمل السباق               |
| 183                          | Jasper Haest ‏                | لم يكمل السباق               |
| 184                          | بيرت جان يندمان              | لم يكمل السباق               |
| 185                          | Peter Schulting ‏             | لم يبدأ                      |
| 187                          | Thimo Willems ‏               | لم يكمل السباق               |

| Parkhotel Valkenburg CT ‏ ABC | Parkhotel Valkenburg CT ‏ ABC | Parkhotel Valkenburg CT ‏ ABC |
| ---------------------------- | ---------------------------- | ---------------------------- |
| م                            | عداء                         | مرتبة                        |
| 191                          | Mike Schuch‏                  | لم يكمل السباق               |
| 192                          | Luuk Herben ‏                 | لم يكمل السباق               |
| 193                          | Jan-Willem van Schip ‏        | لم يكمل السباق               |
| 194                          | Meindert Weulink‏             | 84                           |
| 195                          | Nils Sinschek ‏               | 68                           |
| 196                          | Otto van Zanden‏              | 67                           |
| 197                          | Martijn Rasenberg ‏           | لم يكمل السباق               |

| Van Rysel–Roubaix ‏ VRL | Van Rysel–Roubaix ‏ VRL | Van Rysel–Roubaix ‏ VRL |
| ---------------------- | ---------------------- | ---------------------- |
| م                      | عداء                   | مرتبة                  |
| 201                    | Célestin Guillon ‏      | لم يكمل السباق         |
| 202                    | Maxime Jarnet ‏         | 26                     |
| 203                    | Maximilien Juillard ‏   | 80                     |
| 205                    | Jérémy Leveau ‏         | 47                     |
| 206                    | Norman Vahtra ‏         | لم يكمل السباق         |
| 207                    | كيني مولي              | 82                     |

| Alpecin-Deceuninck ADC | Alpecin-Deceuninck ADC | Alpecin-Deceuninck ADC |
| ---------------------- | ---------------------- | ---------------------- |
| م                      | عداء                   | مرتبة                  |
| 1                      | جاسبر فيليبسين         | لم يبدأ                |
| 2                      | يجف دي بوندت           | لم يكمل السباق         |
| 3                      | Senne Leysen ‏          | لم يكمل السباق         |
| 4                      | Lionel Taminiaux ‏      | 23                     |
| 5                      | Oscar Riesebeek ‏       | لم يكمل السباق         |
| 6                      | David van der Poel ‏    | لم يكمل السباق         |
| 7                      | Siebe Roesems‏          | لم يكمل السباق         |

| AG2R Citroën Team ACT | AG2R Citroën Team ACT | AG2R Citroën Team ACT |
| --------------------- | --------------------- | --------------------- |
| م                     | عداء                  | مرتبة                 |
| 11                    | Stan Dewulf ‏          | 11                    |
| 12                    | Pierre Gautherat ‏     | 50                    |
| 13                    | أوليفر ناسن           | 39                    |
| 14                    | مارك ساريو            | لم يبدأ               |
| 15                    | Lawrence Naesen ‏      | 30                    |
| 16                    | جريج فان أفرمت        | 25                    |
| 17                    | Antoine Raugel ‏       | لم يكمل السباق        |

| Cofidis COF | Cofidis COF         | Cofidis COF    |
| ----------- | ------------------- | -------------- |
| م           | عداء                | مرتبة          |
| 21          | بيت اليجارت         | لم يكمل السباق |
| 22          | بريان كوكار         | لم يكمل السباق |
| 23          | Alexandre Delettre ‏ | 18             |
| 24          | بيير لوك بيريشون    | لم يكمل السباق |
| 25          | Jelle Wallays ‏      | لم يكمل السباق |
| 26          | Axel Zingle ‏        | 51             |
| 27          | Joshua Gudnitz ‏     | لم يكمل السباق |

| Lidl-Trek LTK | Lidl-Trek LTK     | Lidl-Trek LTK  |
| ------------- | ----------------- | -------------- |
| م             | عداء              | مرتبة          |
| 31            | جوليان برنارد     | 37             |
| 32            | توني قالوبا       | 49             |
| 33            | Daan Hoole ‏       | 31             |
| 34            | اليكس كيرش (طريق) | لم يكمل السباق |
| 35            | توم سكوجين        | 9              |
| 36            | جاسبر ستوفين      | 20             |
| 37            | Otto Vergaerde ‏   | لم يكمل السباق |

| Lotto Dstny LTD | Lotto Dstny LTD     | Lotto Dstny LTD |
| --------------- | ------------------- | --------------- |
| م               | عداء                | مرتبة           |
| 41              | ارنو دي لاي         | 1               |
| 42              | Ramses Debruyne ‏    | 65              |
| 43              | فكتور كامبنارتس     | 44              |
| 44              | Alec Segaert ‏       | 36              |
| 45              | فريدريك فريزون      | لم يكمل السباق  |
| 46              | Maxim Van Gils ‏     | 40              |
| 47              | Florian Vermeersch ‏ | 13              |

| Arkéa-Samsic ARK | Arkéa-Samsic ARK | Arkéa-Samsic ARK |
| ---------------- | ---------------- | ---------------- |
| م                | عداء             | مرتبة            |
| 51               | ناصر بوهاني      | لم يكمل السباق   |
| 52               | أموري كابيو      | 57               |
| 53               | ايلي جيسبرت      | 22               |
| 54               | Mathis Le Berre ‏ | 27               |
| 55               | Matis Louvel ‏    | لم يكمل السباق   |
| 56               | لوران بيشون      | لم يكمل السباق   |
| 57               | Florian Dauphin ‏ | لم يكمل السباق   |

| Soudal Quick-Step SOQ | Soudal Quick-Step SOQ | Soudal Quick-Step SOQ |
| --------------------- | --------------------- | --------------------- |
| م                     | عداء                  | مرتبة                 |
| 61                    | درايس ديفينينز        | 43                    |
| 62                    | كاسبر أصغرين          | 46                    |
| 63                    | يفيس لامارت           | 8                     |
| 64                    | فلوريان سينيشال       | 5                     |
| 65                    | بيتر سيري             | 38                    |
| 66                    | Stan Van Tricht ‏      | 12                    |
| 67                    | Louis Vervaeke ‏       | 32                    |

| Israel-Premier Tech IPT | Israel-Premier Tech IPT | Israel-Premier Tech IPT |
| ----------------------- | ----------------------- | ----------------------- |
| م                       | عداء                    | مرتبة                   |
| 71                      | ويليام بويفن            | 58                      |
| 72                      | بن هيرمانز              | 56                      |
| 73                      | كريستس نيولاندز         | لم يبدأ                 |
| 74                      | Jens Reynders ‏          | 52                      |
| 75                      | كوربين سترونغ           | 3                       |
| 76                      | توم فان أسبروك          | 53                      |
| 77                      | Brady Gilmore ‏          | لم يكمل السباق          |

| Intermarché-Circus-Wanty ICW | Intermarché-Circus-Wanty ICW | Intermarché-Circus-Wanty ICW |
| ---------------------------- | ---------------------------- | ---------------------------- |
| م                            | عداء                         | مرتبة                        |
| 81                           | ايمي دي جندت                 | 14                           |
| 82                           | بينيام جيرماي                | 16                           |
| 83                           | لورينزو روتا                 | 6                            |
| 84                           | ديون سميث                    | لم يكمل السباق               |
| 85                           | مايك تيونسين                 | 24                           |
| 86                           | Dries De Pooter ‏             | لم يكمل السباق               |
| 87                           | جورج تسيمارمان               | 7                            |

| أونو-إكس موبيليتي ‏ UXT | أونو-إكس موبيليتي ‏ UXT | أونو-إكس موبيليتي ‏ UXT |
| ---------------------- | ---------------------- | ---------------------- |
| م                      | عداء                   | مرتبة                  |
| 91                     | Anthon Charmig ‏        | 15                     |
| 92                     | Martin Urianstad ‏      | 29                     |
| 93                     | Ådne Holter ‏           | لم يكمل السباق         |
| 94                     | نيكلاس لارسن           | 79                     |
| 95                     | William Blume Levy ‏    | 63                     |
| 96                     | توبياس هالاند يوهانسن  | 4                      |
| 97                     | راسموس تيلر            | 2                      |

| فريق الدراجات Q36.5 ‏ Q36 | فريق الدراجات Q36.5 ‏ Q36 | فريق الدراجات Q36.5 ‏ Q36 |
| ------------------------ | ------------------------ | ------------------------ |
| م                        | عداء                     | مرتبة                    |
| 101                      | جاك باور                 | 77                       |
| 102                      | Fabio Christen ‏          | 19                       |
| 103                      | Tom Devriendt ‏           | لم يبدأ                  |
| 104                      | توبياس لودفيجسون         | 78                       |
| 105                      | ماتيو موشيتي             | 81                       |
| 106                      | Cyrus Monk ‏              | 74                       |
| 107                      | Joey Rosskopf ‏           | 75                       |

| TotalEnergies TEN | TotalEnergies TEN  | TotalEnergies TEN |
| ----------------- | ------------------ | ----------------- |
| م                 | عداء               | مرتبة             |
| 111               | Fabien Doubey ‏     | 42                |
| 112               | Sandy Dujardin ‏    | 17                |
| 113               | Emilien Jeannière ‏ | لم يكمل السباق    |
| 114               | جوليان سيمون       | لم يكمل السباق    |
| 115               | Geoffrey Soupe ‏    | 28                |
| 116               | أنتوني تورجيس      | 10                |
| 117               | دريس فان جيستل     | 45                |

| سبورت فلاندرين بالويس ‏ TFB | سبورت فلاندرين بالويس ‏ TFB | سبورت فلاندرين بالويس ‏ TFB |
| -------------------------- | -------------------------- | -------------------------- |
| م                          | عداء                       | مرتبة                      |
| 121                        | أليكس كولمان ‏              | 60                         |
| 122                        | Kamiel Bonneu ‏             | 64                         |
| 123                        | Vito Braet ‏                | 48                         |
| 124                        | غيليس دي وايلد ‏            | 73                         |
| 125                        | Ruben Apers ‏               | 21                         |
| 126                        | Sander De Pestel ‏          | 35                         |
| 127                        | Ward Vanhoof ‏              | لم يكمل السباق             |

| بنجوال باوليز ساوكس دبليو بي ‏ BWB | بنجوال باوليز ساوكس دبليو بي ‏ BWB | بنجوال باوليز ساوكس دبليو بي ‏ BWB |
| --------------------------------- | --------------------------------- | --------------------------------- |
| م                                 | عداء                              | مرتبة                             |
| 131                               | Louis Blouwe ‏                     | 55                                |
| 132                               | Cériel Desal ‏                     | 61                                |
| 133                               | Luca De Meester ‏                  | 71                                |
| 134                               | Rémy Mertz ‏                       | 66                                |
| 135                               | Ludovic Robeet ‏                   | لم يكمل السباق                    |
| 136                               | Luca Van Boven ‏                   | 33                                |
| 137                               | Guillaume Van Keirsbulck ‏         | لم يكمل السباق                    |

| Human Powered Health HPM | Human Powered Health HPM  | Human Powered Health HPM |
| ------------------------ | ------------------------- | ------------------------ |
| م                        | عداء                      | مرتبة                    |
| 141                      | Stanisław Aniołkowski ‏    | لم يكمل السباق           |
| 142                      | ستيفن باسيت               | 76                       |
| 143                      | Charles-Étienne Chrétien ‏ | لم يكمل السباق           |
| 144                      | Pier-André Côté ‏          | 72                       |
| 145                      | Bart Lemmen ‏              | 54                       |
| 146                      | سكوت ماكجيل ‏              | لم يكمل السباق           |
| 147                      | Sebastian Schönberger ‏    | 70                       |

| بلاك سبوك برو سايكلنج ‏ BEB | بلاك سبوك برو سايكلنج ‏ BEB         | بلاك سبوك برو سايكلنج ‏ BEB |
| -------------------------- | ---------------------------------- | -------------------------- |
| م                          | عداء                               | مرتبة                      |
| 151                        | مارك ستيوارت                       | 62                         |
| 152                        | روري تاونسند ‏                      | لم يكمل السباق             |
| 153                        | جاكوب سكوت ‏                        | 59                         |
| 154                        | James Fouché ‏                      | 34                         |
| 155                        | ريان كريستنسن                      | لم يكمل السباق             |
| 156                        | Paul Wright (New Zealand cyclist) ‏ | 41                         |
| 157                        | Victor Vercouillie ‏                | 83                         |

| Philippe Wagner–Bazin ‏ GDM | Philippe Wagner–Bazin ‏ GDM | Philippe Wagner–Bazin ‏ GDM |
| -------------------------- | -------------------------- | -------------------------- |
| م                          | عداء                       | مرتبة                      |
| 171                        | Theo Bonnet‏                | لم يكمل السباق             |
| 172                        | Clément Vasseur‏            | لم يكمل السباق             |
| 173                        | Johan Vincent‏              | لم يكمل السباق             |
| 175                        | Alexandre Kess ‏            | لم يكمل السباق             |
| 176                        | Tristan Scherpenbergh‏      | 69                         |
| 177                        | Alessandro Tuscano‏         | لم يكمل السباق             |

| فولكر ويسيلز سيلينج تيم ‏ VWE | فولكر ويسيلز سيلينج تيم ‏ VWE | فولكر ويسيلز سيلينج تيم ‏ VWE |
| ---------------------------- | ---------------------------- | ---------------------------- |
| م                            | عداء                         | مرتبة                        |
| 181                          | Rindert Buiter‏               | لم يكمل السباق               |
| 182                          | Zak Coleman‏                  | لم يكمل السباق               |
| 183                          | Jasper Haest ‏                | لم يكمل السباق               |
| 184                          | بيرت جان يندمان              | لم يكمل السباق               |
| 185                          | Peter Schulting ‏             | لم يبدأ                      |
| 187                          | Thimo Willems ‏               | لم يكمل السباق               |

| Parkhotel Valkenburg CT ‏ ABC | Parkhotel Valkenburg CT ‏ ABC | Parkhotel Valkenburg CT ‏ ABC |
| ---------------------------- | ---------------------------- | ---------------------------- |
| م                            | عداء                         | مرتبة                        |
| 191                          | Mike Schuch‏                  | لم يكمل السباق               |
| 192                          | Luuk Herben ‏                 | لم يكمل السباق               |
| 193                          | Jan-Willem van Schip ‏        | لم يكمل السباق               |
| 194                          | Meindert Weulink‏             | 84                           |
| 195                          | Nils Sinschek ‏               | 68                           |
| 196                          | Otto van Zanden‏              | 67                           |
| 197                          | Martijn Rasenberg ‏           | لم يكمل السباق               |

| Van Rysel–Roubaix ‏ VRL | Van Rysel–Roubaix ‏ VRL | Van Rysel–Roubaix ‏ VRL |
| ---------------------- | ---------------------- | ---------------------- |
| م                      | عداء                   | مرتبة                  |
| 201                    | Célestin Guillon ‏      | لم يكمل السباق         |
| 202                    | Maxime Jarnet ‏         | 26                     |
| 203                    | Maximilien Juillard ‏   | 80                     |
| 205                    | Jérémy Leveau ‏         | 47                     |
| 206                    | Norman Vahtra ‏         | لم يكمل السباق         |
| 207                    | كيني مولي              | 82                     |

## التصنيف العام النهائي
| التصنيف العام                           | التصنيف العام         | التصنيف العام                 | التصنيف العام | التصنيف العام |
| العداء                                  | العداء                | الفريق                        | الوقت         |               |
| --------------------------------------- | --------------------- | ----------------------------- | ------------- | ------------- |
| 1                                       | ارنو دي لاي           | لوتو سودال                    | 4 س 27 د 52 ث |               |
| 2                                       | راسموس تيلر           | أونو-إكس موبيليتي ‏            | + 0 ث         |               |
| 3                                       | كوربين سترونغ         | إسرائيل - بريمير تيك          | + 0 ث         |               |
| 4                                       | توبياس هالاند يوهانسن | أونو-إكس موبيليتي ‏            | + 2 ث         |               |
| 5                                       | فلوريان سينيشال       | دكونيك كويك ستب               | + 2 ث         |               |
| 6                                       | لورينزو روتا          | انترمارشي وانتي جوبيرت ماتيرو | + 6 ث         |               |
| 7                                       | جورج تسيمارمان        | انترمارشي وانتي جوبيرت ماتيرو | + 6 ث         |               |
| 8                                       | يفيس لامارت           | دكونيك كويك ستب               | + 8 ث         |               |
| 9                                       | توم سكوجين            | تريك سيغافريدو                | + 9 ث         |               |
| 10                                      | أنتوني تورجيس         | ديركت إينرجي                  | + 13 ث        |               |
|                                         |                       |                               |               |               |
| مصادر: ProCyclingStats Cycling Archives |                       |                               |               |               |

## وصلات خارجية
- الموقع الرسمي
- لمحة عن سباق سباق يوروميتروبول 2023 على موقع  ProCyclingStats   (برو  سايكلنج  ستاتس) - إحصاءات  محترفي  الدراجات.

- سباق يوروميتروبول 2023 على موقع إحصائيات الدراجات الإحترافية (الإنجليزية)
- سباق يوروميتروبول 2023 في موقع Cycling Archives سايكلنج أركايفز